# Бжезінка (Краківський повіт)
Бжезінка (пол. Brzezinka) — село в Польщі, у гміні Забежув Краківського повіту Малопольського воєводства.
Населення — 639 осіб (2011).
У 1975-1998 роках село належало до Краківського воєводства.

## Демографія
Демографічна структура станом на 31 березня 2011 року:
|          | Загалом | Допрацездатний вік | Працездатний вік | Постпрацездатний вік |
| -------- | ------- | ------------------ | ---------------- | -------------------- |
| Чоловіки | 304     | 51                 | 214              | 39                   |
| Жінки    | 335     | 60                 | 192              | 83                   |
| Разом    | 639     | 111                | 406              | 122                  |